# Nilima Arun Kshirsagar
Nilima Arun Kshirsagar (Mumbai, 1949) è una farmacologa indiana che ha sviluppato e brevettato l'amfotericina B liposomiale e il suo sistema di somministrazione di farmaci nel 1993.

## Biografia
È l'ex preside del King Edward Memorial Hospital e del Seth Gordhandas Sunderdas Medical College. È il presidente nazionale in farmacologia clinica presso l'Indian Council of Medical Research (ICMR) e presidente del capitolo dell'Asia meridionale del college americano di farmacologia clinica. È membro dei comitati dell'OMS per lo sviluppo dei prodotti e la metodologia delle statistiche sui farmaci.
Kshirsagar è membro della National Academy of Sciences, India, membro del Searle Research Center, Inghilterra, della Facoltà di Medicina Farmaceutica del Regno Unito e membro dell'American College of Clinical Pharmacology, USA. È presidente del gruppo di formazione di base del programma di farmacovigilanza dell'India.
Ha fondato i dipartimenti di farmacologia clinica presso il KEM Hospital e il Nair Hospital di Mumbai. Il farmaco Liposomal Amphotericin-b, usato per trattare l'epidemia di mucormicosi indiana del 2021, è stato sviluppato e brevettato in India da Nalini Kshirsagar nel 1993.